# Casa Rossa (Anacapri)
La Casa Rossa è uno edificio storico di stile eclettico ubicato ad Anacapri.

## Storia

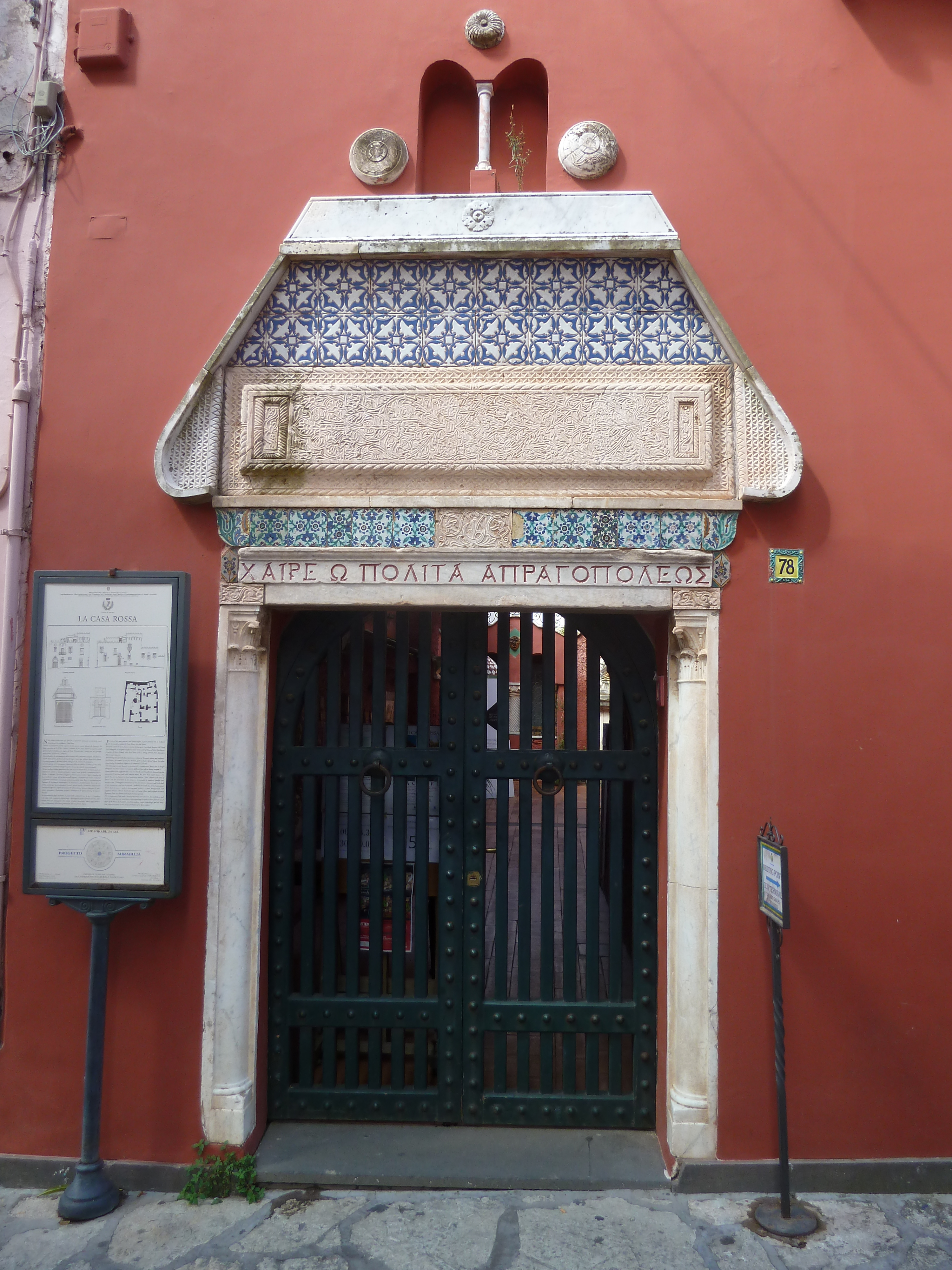
L'ingresso della Casa Rossa con la scritta «Kaire o polita apragopoleos»

La Casa, ubicata ai margini dell'antico centro storico di Anacapri (che si sviluppava nell'area cosiddetta delle «Boffe»), si erge dove un tempo esisteva un'antica torre difensiva di età aragonese, risalente al XVI secolo e a pianta quadrata.
A ridosso di questa preesistenza, nel XIX secolo, l'eccentrico colonnello americano John Cay H. MacKowen vi costruì la propria residenza mediterranea. Reduce della guerra di secessione americana, dove combatté per la causa sudista (sostenendo anche la legittimità dello schiavismo), MacKowen aveva successivamente maturato un fervente interesse per l'archeologia, che lo spinse intorno al 1876 a recarsi sull'isola di Capri, già residenza imperiale di Tiberio. Sull'isola, ove rimase fino al 1899 in compagnia della giovane anacaprese Mariuccia Cimmino, MacKowen volle seguire l'esempio di Axel Munthe e costruire, con l'aiuto di un capomastro locale, una residenza privata nella quale cristallizzare la propria forte personalità.

## Descrizione
Le facciate, tinte con una sgargiante colorazione rosso pompeiano, sono caratterizzate dal convivere di elementi tratti dagli stili architettonici più disparati: finestre bifore, colonne tortili, oculi e archeggiature ceramiche, disposte in una calcolata asimmetria in modo tale da non nascondere la torre aragonese, di cui è riconoscibile all'altezza del primo piano la modanatura in tufo grigio di Pozzuoli. Nel prospetto lungo l'odierna via Giuseppe Orlandi si apre l'ingresso principale dell'abitazione, sovrastata da un architrave con un'iscrizione in lingua greca: «Kaire o polita apragopoleos», ovvero «Salve cittadino del paese dell'ozio». La citazione si riferisce all'epiteto di Apragopolis, «isola del dolce far niente», che l'imperatore Augusto diede dell'isola nel corso dei suoi diversi soggiorni.
Dal punto di vista planimetrico, gli spazi della Casa Rossa sono articolati intorno a una corte interna, un piccolo antiquarium arricchito da materiale archeologico di varia provenienza: frammenti di sculture ed epigrafi romane rinvenute presso l'antica villa caprese di Damecuta e murate lungo le pareti del cortile, embrici romani in laterizio, bassorilievi di età altomedievale, e manufatti egiziani. Le stanze ai piani superiori, dopo l'acquisizione nel 1990 dalla Soprintendenza per i Beni architettonici e il Paesaggio di Napoli, accolgono la mostra L'Isola dipinta: viaggio pittorico a Capri ed Anacapri tra Ottocento e Novecento, con i dipinti a tema capresi un tempo facente parte dei fratelli Raskovìch, e con le tre statue romane rinvenute nel 1964 e nel 1974 nella Grotta Azzurra.